# Tu cara me suena (programa de televisión panameño)
Tu cara me suena es un programa de televisión panameño, adaptación de Tu cara me suena que se transmite por Antena 3, España. En el mismo, ocho famosos (cuatro mujeres y cuatro hombres) deben ser caracterizados de un artista e interpretar una de sus canciones más famosas. Su primera temporada estrenó el 11 de septiembre de 2013 y fue transmitido por TVN desde el Teatro Balboa de la Ciudad de Panamá en la primera temporada. De la segunda en adelante en el Teatro Assa en Ciudad de Panamá.

## Mecánica del programa
Los participantes deberán demostrar que son los mejores cantando e imitando a reconocidos cantantes. Tras sus actuaciones, el jurado deberá valorar a los concursantes dando una puntuación diferente a cada uno (4, 5, 6, 7, 8, 9, 10 y 12 puntos). Además al finalizar las presentaciones, los concursantes darán 5 puntos cada uno al compañero que crea que lo ha hecho mejor.
En la competencia existirá dos rankings: el parcial de cada gala, y el total en el que se acumulan los puntos de todas las galas.

## Temporadas
| Temporada | Temporada | Galas | Estreno                  | Final                   |               |
| Temporada | Temporada | Galas | Estreno                  | Final                   | Ganador       |
| --------- | --------- | ----- | ------------------------ | ----------------------- | ------------- |
|           | 1         | 10    | 11 de septiembre de 2013 | 13 de noviembre de 2013 | Nigga         |
|           | 2         | 10    | 26 de agosto de 2014     | 28 de octubre de 2014   | Karen Peralta |
|           | 3         | 10    | 25 de agosto de 2015     | 27 de octubre de 2015   | Luis Pérez    |
|           | 4         | 10    | 13 de septiembre de 2017 | 15 de noviembre de 2017 | Chollykid     |
|           | 5         | 10    | 29 de agosto de 2018     | 31 de octubre de 2018   | Oriel Ospina  |
|           | 6         | 10    | 4 de septiembre de 2019  | 6 de noviembre de 2019  | Sra. Dezdy    |

### Presentadores
| Presentador(es)  | Profesión                           | Temporadas           | Temporadas           | Temporadas           | Temporadas           | Temporadas           | Temporadas           | Temporadas           |                |
| Presentador(es)  | Profesión                           | 1                    | 2                    | 3                    | 4                    | 5                    | 6                    | 7                    |                |
| Presentador(es)  | Profesión                           | 2013                 | 2014                 | 2015                 | 2017                 | 2018                 | 2019                 | 2025                 |                |
| ---------------- | ----------------------------------- | -------------------- | -------------------- | -------------------- | -------------------- | -------------------- | -------------------- | -------------------- | -------------- |
| Eddy Vásquez     | Dj, presentador y productor         | Presentador cabecera | Presentador cabecera | Presentador cabecera | Presentador cabecera | Presentador cabecera | Presentador cabecera | Presentador cabecera |                |
| Natalia González | Presentadora y locutora             |                      |                      |                      |                      | Copresentadora       | Copresentadora       | Copresentadora       | Copresentadora |
| Jovana Michelle  | Presentadora, bailarina y reportera | Copresentadora       | Copresentadora       | Copresentadora       |                      |                      |                      |                      |                |

### Jurados
Las actuaciones de los concursantes serán valorados por un jurado profesional, compuesto por 4 personas y los jurados serán:
| Jurado                  | Profesión                                               | Temporadas | Temporadas | Temporadas | Temporadas | Temporadas | Temporadas      | Temporadas |
| Jurado                  | Profesión                                               | 1          | 2          | 3          | 4          | 5          | 6               | 7          |
| Jurado                  | Profesión                                               | 2013       | 2014       | 2015       | 2017       | 2018       | 2019            | 2025       |
| ----------------------- | ------------------------------------------------------- | ---------- | ---------- | ---------- | ---------- | ---------- | --------------- | ---------- |
| Emilio Regueira         | Cantante                                                |            |            |            |            |            |                 |            |
| Miguel Esteban González | Locutor de radio y televisión                           |            |            |            |            |            |                 |            |
| Sandra Sandoval         | Cantante                                                |            |            |            |            |            |                 |            |
| Nando Boom              | Cantante                                                |            |            |            |            |            |                 |            |
| Wyznick Ortega          | Abogada, locutora de radio y presentadora de televisión |            |            |            |            |            |                 |            |
| Franklyn Robinson       | Productor de radio y televisión                         |            |            |            |            |            |                 |            |
| Paulette Thomas         | Actriz y cantante                                       |            |            |            |            |            | Jurado invitado |            |

## Tu cara me suena(2013)
- 11 de septiembre de 2013-13 de noviembre de 2013

Esta es la primera edición del programa que TVN va a poner en macha. Un grupo de 8 estrellas panameñas, imitarán a cantantes famosos. Ellos tendrán que pasar frente al temible "Pulsador", una máquina que les escogerá al azar los famosos que tendrán que interpretar.

### Concursantes
| Concursantes              | Ocupación                                    | Galas ganador(a) | Galas perdedor(a)    | Resultado final              |
| ------------------------- | -------------------------------------------- | ---------------- | -------------------- | ---------------------------- |
| Nigga                     | Cantante y fotógrafo                         | 4ª y 5ª gala     | 9ª gala              | Ganador (43%)                |
| Miguel Oyola              | Dj, actor y presentador de televisión        | 7ª y 8ª gala     |                      | Segundo puesto (30%)         |
| Angie Cabrera             | Actriz, presentadora de TV y locutora radial | 9ª gala          |                      | Tercer puesto (25%)          |
| Lorena "Candela" Toledano | Locutora comercial y cantante                | 6ª gala          |                      | 4.ª clasificada (353 puntos) |
| Herman Bryden             | Humorista                                    | 2ª, 3ª y 9ª gala | 7ª gala              | 5.º clasificado (347 puntos) |
| Janelle Davidson          | Cantante, actriz y productora de teatro      |                  | 4ª y 6ª gala         | 6.ª clasificada (313 puntos) |
| Anne Lorain Lanier        | Cantante y actriz                            |                  | 8ª gala              | 7.ª clasificada (289 puntos) |
| Leopoldo Mojica (†)       | Actor y comediante                           |                  | 1ª, 2ª, 3ª y 5ª gala | 8.º clasificado (232 puntos) |

### Fallecimiento de Dumas Torrijos
Uno de los famosos que conformaba el cuadro final de participantes de la primera temporada de Tu cara me suena era el cantante e ídolo de los 70 Dumas Torrijos Pauzner, este fue presentado junto a los demás participantes en la gala final de Dancing with The Stars (Panamá) y participó de los anuncios promocionales personificando a Michael Jackson, sin embargo la madrugada del 23 de agosto de 2013, Dumas fallece de un infarto, a solo unas semanas de iniciar el programa que lo traería de vuelta a los escenarios.
Según su hijo, Dumas desde hace días tenía problemas cardiovasculares.
Políticos como Martín Torrijos Espino, Juan Carlos Navarro y Ricardo Martinelli, y artistas como Omar Alfanno, Alejandro Lagrotta y Paulette Thomas, lamentaron el fallecimiento del artista.
Sus obras fúnebres se realizaron en la iglesia Santiago Apóstol, donde también descansan los restos de su padre Omar Torrijos Herrera.
La plaza que el cantante dejaba vacía fue llenada por el comediante y actor Leopoldo Mojica quien fue presentado en la primera gala de dicha temporada donde también se realizó un pequeño homenaje al artista en donde sus compañeros recordaban al fallecido participante .

### Posiciones semanales
| Concursante | Gala 1   | Gala 2   | Gala 3   | Gala 4    | Gala 5   | Gala 6    | Gala 7   | Gala 8    | Semifinal | Total         | Final         |
| ----------- | -------- | -------- | -------- | --------- | -------- | --------- | -------- | --------- | --------- | ------------- | ------------- |
| Nigga       | Segundo  | Quinto   | Tercero  | Ganador   | Ganador  | Sexto     | Segundo  | Segundo   | Perdedor  | Clasificado 1 | Ganador       |
| Miguel      | Sexto    | Segundo  | Quinto   | Séptimo   | Cuarto   | Tercero   | Ganador  | Ganador   | Tercero   | Clasificado 2 | Segundo lugar |
| Angie       | Ganadora | Séptima  | Sexta    | Tercera   | Segunda  | Cuarta    | Tercera  | Tercera   | Segunda   | Clasificada 3 | Tercer lugar  |
| Candela     | Tercera  | Tercera  | Segunda  | Quinta    | Séptima  | Ganadora  | Quinta   | Sexta     | Quinta    | 4 Clasificada |               |
| Herman      | Quinto   | Ganador  | Ganador  | Sexto     | Quinto   | Séptimo   | Perdedor | Quinto    | Ganador   | 5 Clasificado |               |
| Janelle     | Cuarta   | Cuarta   | Cuarta   | Perdedora | Tercera  | Perdedora | Cuarta   | Cuarta    | Sexta     | 6 Clasificada |               |
| Anne Lorain | Séptima  | Sexta    | Séptima  | Cuarta    | Sexta    | Segunda   | Sexta    | Perdedora | Cuarta    | 7 Clasificada |               |
| Leopoldo    | Perdedor | Perdedor | Perdedor | Segundo   | Perdedor | Quinto    | Séptimo  | Séptimo   | Séptimo   | 8 Clasificado |               |

### Imitaciones
| Concursante | Gala 1         | Gala 2                           | Gala 3              | Gala 4                       | Gala 5              | Gala 6         | Gala 7            | Gala 8        | Semifinal            | Final                           |
| ----------- | -------------- | -------------------------------- | ------------------- | ---------------------------- | ------------------- | -------------- | ----------------- | ------------- | -------------------- | ------------------------------- |
| Nigga       | Ricky Martin   | Prince Royce                     | Alejandro Fernández | Tina Turner                  | Luciano Pavarotti   | Julio Iglesias | David Bisbal      | Fanny Lu      | Don Omar             | Gloria Gaynor                   |
| Miguel      | Daddy Yankee   | Beyoncé                          | Juan Gabriel        | Juan Luis Guerra             | Gilberto Santa Rosa | Nando Boom     | Pedro Altamiranda | Paulina Rubio | Luis Miguel          | Bonny Cepeda                    |
| Angie       | Olga Tañón     | Sandra Sandoval                  | Madonna             | Rihanna                      | Aldo Ranks          | Lady Gaga      | Mick Jagger       | Chayanne      | Redfoo (LMFAO)       | Elvis Presley                   |
| Candela     | Shakira        | Michael Jackson                  | Amy Winehouse       | Gustavo Cerati (Soda Stereo) | Adele               | Marc Anthony   | Lupita D'Alessio  | Milly Quezada | Residente (Calle 13) | John Travolta                   |
| Herman      | Oscar D'León   | Raphael                          | PSY                 | Basilio                      | Celia Cruz          | Osvaldo Ayala  | Vico C            | Carlos Vives  | Andrea Bocelli       | Toñi Salazar (Azúcar Moreno)    |
| Janelle     | Isabel Pantoja | Miriam Cruz (Las Chicas del Can) | Bob Marley          | Whitney Houston              | Gloria Trevi        | Xuxa           | Jennifer Lopez    | José José     | El General           | Olivia Newton-John              |
| Anne Lorain | Britney Spears | Rocío Dúrcal                     | Yuri                | Justin Bieber                | Christina Aguilera  | La India       | Cristian Castro   | Katy Perry    | Selena               | Chyno Miranda (Chino & Nacho)   |
| Leopoldo    | Miguel Bosé    | Pitbull                          | Dorindo Cárdenas    | Paquita la del Barrio        | El Puma             | Michel Teló    | Renato            | Japanese      | Leonardo Favio       | Encarna Salazar (Azúcar Moreno) |

### Puntuaciones semanales
| Concursante | Gala 1    | Gala 2    | Gala 3    | Gala 4    | Gala 5    | Gala 6    | Gala 7    | Gala 8    | Semifinal | Total      | Final   | Final |
| ----------- | --------- | --------- | --------- | --------- | --------- | --------- | --------- | --------- | --------- | ---------- | ------- | ----- |
| Nigga       | 49 puntos | 35 puntos | 54 puntos | 58 puntos | 63 puntos | 26 puntos | 45 puntos | 46 puntos | 22 puntos | 398 puntos | 43.66 % |       |
| Miguel      | 29 puntos | 41 puntos | 39 puntos | 31 puntos | 53 puntos | 39 puntos | 68 puntos | 51 puntos | 36 puntos | 387 puntos | 30.75 % |       |
| Angie       | 59 puntos | 27 puntos | 37 puntos | 36 puntos | 57 puntos | 31 puntos | 36 puntos | 36 puntos | 50 puntos | 359 puntos | 25.58 % |       |
| Candela     | 36 puntos | 39 puntos | 59 puntos | 32 puntos | 28 puntos | 63 puntos | 31 puntos | 32 puntos | 33 puntos | 353 puntos |         |       |
| Herman      | 31 puntos | 51 puntos | 61 puntos | 31 puntos | 38 puntos | 23 puntos | 20 puntos | 32 puntos | 60 puntos | 347 puntos |         |       |
| Janelle     | 33 puntos | 35 puntos | 45 puntos | 21 puntos | 56 puntos | 22 puntos | 35 puntos | 34 puntos | 32 puntos | 313 puntos |         |       |
| Anne Lorain | 26 puntos | 33 puntos | 28 puntos | 34 puntos | 29 puntos | 54 puntos | 28 puntos | 22 puntos | 35 puntos | 289 puntos |         |       |
| Leopoldo    | 21 puntos | 23 puntos | 22 puntos | 41 puntos | 21 puntos | 26 puntos | 21 puntos | 31 puntos | 26 puntos | 232 puntos |         |       |

     Ganador
     2º Finalista
     3º Finalista
     Perdedor de la noche
     Ganador de la noche
     Posiciones intermedias
     Clasificado a la final
     Eliminado

### Invitados
Esta es la lista de invitados que han visitado el concurso:
| Invitado                 | Famoso/a por...                | Gala | Como....                       | Información                    |
| ------------------------ | ------------------------------ | ---- | ------------------------------ | ------------------------------ |
| Emilio Regueira          | Cantante                       | 1.ª  | Héctor Lavoe                   | Miembro del jurado             |
| Miguel Esteban González  | Locutor de radio y televisión  | 1.ª  | Juan Gabriel                   | Miembro del jurado             |
| Wyznick Ortega           | Locutora de radio y televisión | 1.ª  | Amanda Miguel                  | Miembro del jurado             |
| Paulette Thomas          | Cantante                       | 1.ª  | Donna Summer                   | Miembro del jurado             |
| Eddy Herrera             | Cantante                       | 3.ª  | Él mismo                       | Miembro del jurado             |
| Israel "Ñero" Verástegui | Trovador, presentador          | 4.ª  | Camilo Sesto                   | Anuncia estreno televisivo     |
| Aldo Ranks               | Cantante                       | 5.ª  | Él mismo                       | Miembro del jurado             |
| Karen Peralta            | Cantante, presentadora         | 7.ª  | Ana Gabriel                    | Anuncia estreno televisivo     |
| Pedro Altamiranda        | Cantante                       | 7.ª  | Él mismo                       | Acompaña a Miguel Oyola        |
| Eddy Vásquez             | Presentador                    | 8.ª  | Melanie Brown (Spice Girls)    | Presentador                    |
| Paulette Thomas          | Cantante                       | 8.ª  | Geri Halliwell (Spice Girls)   | Miembro del jurado             |
| Wyznick Ortega           | Locutora de radio y televisión | 8.ª  | Victoria Beckham (Spice Girls) | Miembro del jurado             |
| Emilio Regueira          | Cantante                       | 8.ª  | Melanie Chisholm (Spice Girls) | Miembro del jurado             |
| Miguel Esteban González  | Locutor de radio y televisión  | 8.ª  | Emma Bunton (Spice Girls)      | Miembro del jurado             |
| Japanese                 | Cantante                       | 8.ª  | Él mismo                       | Acompaña a Leopoldo Mojica     |
| Makano                   | Cantante                       | 9.ª  | Él mismo                       | Miembro del jurado             |
| Eddy Vásquez             | Presentador                    | 10.ª | Village People                 | Presentador                    |
| Jovana Michelle          | Presentadora                   | 10.ª | Village People                 | Ayudante                       |
| Paulette Thomas          | Cantante                       | 10.ª | Village People                 | miembro del Jurado             |
| Miguel Esteban           | locutor de radio y televisión  | 10.ª | Village People                 | miembro del jurado             |
| Wyznick Ortega           | locutora de radio y televisión | 10.ª | Village People                 | Miembro del jurado             |
| Emilio Regueira          | Cantante                       | 10.ª | Village People                 | miembro del jurado             |
| Massiel Mas              | Presentadora                   | 10.ª | Chino & Nacho                  | Acompaña a Anne Lorain Lanier. |

## Tu cara me suena(2014)
- 26 de agosto de 2014-28 de octubre de 2014

Después del gran éxito de su 1.ª temporada, TCMS Panamá, tendrá otra temporada que estrenará el 26 de agosto de 2014. Un grupo de 8 estrellas famosas, imitarán a cantantes muy famosos. Ellos tendrán que pulsar el temible pulsador, una máquina que les escogerá al azar los famosos. En esta temporada, hay una nueva técnica, el concursante calificado por el público televidente con más 12 de la gala, se lleva 5 puntos para la tabla general. En esta temporada hay un nuevo segmento llamado "Las 4 de Leopoldo", presentado por el humorista panameño Leopoldo Mojica. Le pusieron 4 de Leopoldo, ya que era el concursante al que más le calificaban 4 en la temporada pasada.

### Concursantes
| Concursantes        | Ocupación                                           | Galas ganador(a) | Galas perdedor(a) | Resultado final              |
| ------------------- | --------------------------------------------------- | ---------------- | ----------------- | ---------------------------- |
| Karen Peralta       | Cantante, actriz, presentadora y diseñadora         | 1ª               |                   | Ganadora                     |
| Alejandro Lagrotta  | Cantante, compositor y productor                    | 3ª               |                   | Segundo lugar                |
| Nilena Zisopulos    | Cantante y actriz                                   | 2ª, 9ª           | 4ª                | Tercer lugar                 |
| Margarita Henríquez | Cantante y ganadora de Latin American Idol 2008     | 5ª               |                   | 4.ª clasificada (351 puntos) |
| Jesús Santizo       | Actor y comediante                                  | 6ª               | 1ª, 2ª, 8ª        | 5.º clasificado (323 puntos) |
| Tania Hyman         | Actriz, modelo, empresaria y presentadora de TV     | 4ª               | 2ª                | 6.ª clasificada (310 puntos) |
| Carlos "Tito" Tovar | Músico, profesor de canto y jurado de Canta conmigo | 8ª               | 5ª, 7ª            | 7.º clasificado (302 puntos) |
| Japanese            | Reguesero                                           | 7ª               | 3ª, 6ª, 9ª        | 8.º clasificado (268 puntos) |

### Posiciones semanales
| Concursante | Gala 1   | Gala 2    | Gala 3   | Gala 4    | Gala 5   | Gala 6   | Gala 7   | Gala 8   | Semifinal | Total         | Final         |
| ----------- | -------- | --------- | -------- | --------- | -------- | -------- | -------- | -------- | --------- | ------------- | ------------- |
| Karen       | Ganadora | Quinta    | Cuarta   | Tercera   | Segunda  | Cuarta   | Segunda  | Tercera  | Cuarta    | Clasificada 1 | Ganadora      |
| Alejandro   | Segundo  | Tercero   | Ganador  | Séptimo   | Tercero  | Segundo  | Tercero  | Segundo  | Quinto    | Clasificado 2 | Segundo lugar |
| Nilena      | Tercera  | Ganadora  | Tercera  | Perdedora | Quinta   | Tercera  | Quinta   | Cuarta   | Ganadora  | Clasificada 3 | Tercer lugar  |
| Margarita   | Sexta    | Segunda   | Sexta    | Segunda   | Ganadora | Séptima  | Sexta    | Quinta   | Tercera   | Clasificada 4 |               |
| Jesús       | Perdedor | Perdedor  | Segundo  | Quinto    | Sexto    | Ganador  | Séptimo  | Perdedor | Segundo   | Clasificado 5 |               |
| Tania       | Séptima  | Perdedora | Séptima  | Ganadora  | Cuarta   | Quinta   | Cuarta   | Sexta    | Séptima   | Clasificada 6 |               |
| Tito        | Cuarto   | Cuarto    | Quinto   | Cuarto    | Perdedor | Sexto    | Perdedor | Ganador  | Séptimo   | Clasificado 7 |               |
| Japanese    | Quinto   | Sexto     | Perdedor | Sexto     | Séptimo  | Perdedor | Ganador  | Séptimo  | Perdedor  | Clasificado 8 |               |

### Imitaciones
| Concursante | Gala 1              | Gala 2         | Gala 3           | Gala 4                                     | Gala 5                             | Gala 6                   | Gala 7                       | Gala 8                            | Semifinal                  | Final                     |
| ----------- | ------------------- | -------------- | ---------------- | ------------------------------------------ | ---------------------------------- | ------------------------ | ---------------------------- | --------------------------------- | -------------------------- | ------------------------- |
| Karen       | Christina Aguilera  | Nigga          | Héctor Lavoe     | Florentino Primera (Servando & Florentino) | Laura Pausini                      | Ke$ha                    | Ana Torroja (Mecano)         | Andrea Echeverri (Aterciopelados) | Eros Ramazzotti            | Gloria Trevi              |
| Alejandro   | Bruno Mars          | Alejandro Sanz | Alejandra Guzmán | Huey Dunbar (DLG)                          | Zharick León (Pasión de Gavilanes) | Chicho Man               | Rubén Albarrán (Café Tacvba) | Freddie Mercury (Queen)           | Mario Domm (Camila)        | Pharrell Williams         |
| Nilena      | Erika Ender         | Mercedes Sosa  | RD Maravilla     | Lucía Galán (Pimpinela)                    | Missy Elliott                      | Ana Gabriel              | Albita                       | Cher                              | Adele                      | La Lupe                   |
| Margarita   | Ivy Queen           | Thalía         | Joey Montana     | Enrique Iglesias                           | Mariah Carey                       | Belinda                  | Melody                       | Kafu Banton                       | Ángela Carrasco            | Ivonne Guevara (Flans)    |
| Jesús       | Camilo Sesto        | Tito Nieves    | Laura León       | Rolando De León (Comando Tiburón)          | MC Hammer                          | Amaya Uranga (Mocedades) | Sean Kingston                | Elvis Crespo                      | James Brown                | Lola Muñoz (Las Ketchup)  |
| Tania       | Gloria Estefan      | Mr. Fox        | Romeo Santos     | Suppose (Jam & Suppose)                    | Nora (Orquesta de la Luz)          | Madonna                  | Michael Jackson              | Lou Bega                          | Vanilla Ice                | Robin Gibb (Bee Gees)     |
| Tito        | Paul Stanley (Kiss) | Shakira        | Willie Colón     | Don Omar                                   | Amanda Miguel                      | Marco Antonio Solís      | Cheo Feliciano               | Boy George (Culture Club)         | Frank Sinatra              | Barry Gibb (Bee Gees)     |
| Japanese    | Joe Arroyo          | Chayanne       | Fer (Maná)       | Will.i.am (The Black Eyed Peas)            | Demphra                            | Sergio Vargas            | Danger Man                   | Emilio Regueira (Los Rabanes)     | Fabio Zambrana (Azul Azul) | Pilar Muñoz (Las Ketchup) |

### Puntuaciones semanales
| Concursante | Gala 1    | Gala 2    | Gala 3    | Gala 4    | Gala 5    | Gala 6    | Gala 7    | Gala 8    | Semifinal | Total      | Final |
| ----------- | --------- | --------- | --------- | --------- | --------- | --------- | --------- | --------- | --------- | ---------- | ----- |
| Karen       | 50 puntos | 43 puntos | 33 puntos | 44 puntos | 43 puntos | 37 puntos | 47 puntos | 38 puntos | 41 puntos | 376 puntos | 34%   |
| Alejandro   | 48 puntos | 47 puntos | 58 puntos | 24 puntos | 39 puntos | 45 puntos | 38 puntos | 45 puntos | 29 puntos | 373 puntos | 33%   |
| Nilena      | 38 puntos | 63 puntos | 39 puntos | 21 puntos | 31 puntos | 41 puntos | 35 puntos | 35 puntos | 56 puntos | 359 puntos | 32%   |
| Margarita   | 30 puntos | 53 puntos | 28 puntos | 45 puntos | 63 puntos | 25 puntos | 29 puntos | 34 puntos | 44 puntos | 351 puntos |       |
| Jesús       | 25 puntos | 31 puntos | 50 puntos | 32 puntos | 30 puntos | 54 puntos | 23 puntos | 25 puntos | 53 puntos | 323 puntos |       |
| Tania       | 28 puntos | 31 puntos | 25 puntos | 63 puntos | 34 puntos | 34 puntos | 37 puntos | 33 puntos | 25 puntos | 310 puntos |       |
| Tito        | 37 puntos | 47 puntos | 32 puntos | 34 puntos | 20 puntos | 32 puntos | 22 puntos | 53 puntos | 25 puntos | 302 puntos |       |
| Japanese    | 33 puntos | 35 puntos | 24 puntos | 26 puntos | 29 puntos | 21 puntos | 58 puntos | 26 puntos | 16 puntos | 268 puntos |       |

     Ganador
     2º Finalista
     3º Finalista
     Perdedor de la noche
     Ganador de la noche
     Posiciones intermedias
     Clasificado a la final
     Eliminado

### Invitados
Esta es la lista de invitados que han visitado el concurso:
| Invitado                | Famoso/a por...                                  | Gala | Como....                                   | Información                                                 |
| ----------------------- | ------------------------------------------------ | ---- | ------------------------------------------ | ----------------------------------------------------------- |
| Emilio Regueira         | Integrante de Los Rabanes                        | 1ª   | Xavier Serbiá (Menudo)                     | Miembro del jurado                                          |
| Eddy Vásquez            | Locutor y presentador                            | 1ª   | Ricky Meléndez (Menudo)                    | Presentador                                                 |
| Wyznick Ortega          | Locutora y Presentadora                          | 1ª   | Johnny Lozada (Menudo)                     | Miembro del jurado                                          |
| Paulette Thomas         | Actriz y cantante                                | 1ª   | René Farrait (Menudo)                      | Miembro del jurado                                          |
| Miguel Esteban González | Locutor de radio y televisión                    | 1ª   | Miguel Cancel (Menudo)                     | Miembro del jurado                                          |
| Ana María Polo          | Abogada y presentadora de televisión             | 2ª   |                                            | Miembro del jurado                                          |
| José Isabel Blandón     | Político y actual alcalde de la Ciudad de Panamá | 2ª   |                                            | Le entregó un reconocimiento a la Dra. Polo                 |
| Rafael Moreno           | Presentador de televisión                        | 2ª   | Na'vi (Avatar)                             | Aviso para una película el Domingo 7 de septiembre de 2014. |
| Oris Solís              | Reportera                                        | 4ª   | Natti Natasha                              | Acompañó a Tito Tovar en su presentación                    |
| Saiko                   | Reguesero                                        | 4ª   | Gente de Zona                              | Acompañó a Margarita Henríquez en su presentación.          |
| Rafael Moreno           | Presentador de televisión                        | 4ª   | Florentino Primera (Servando & Florentino) | Acompañó a Karen Peralta en su presentación.                |
| Malcolm Ramos           | Presentador                                      | 4ª   | Jam (Jam & Suppose)                        | Acompañó a Tania Hyman en su presentación.                  |
| Lucho Pérez             | Trovador y presentador de televisión             | 4ª   | Joaquín Galán (Pimpinela)                  | Acompañó a Nilena Zisopulos en su presentación.             |
| Massiel Mas             | Presentadora de televisión                       | 4ª   | Fergie (The Black Eyed Peas)               | Acompañó a Japanese en su presentación.                     |
| Jimmy Bad Boy           | Cantante                                         | 4ª   | DLG                                        | Acompañó a Alejandro Lagrotta en su presentación.           |
| Comando Tiburón         | Grupo musical panameño                           | 4ª   | Ellos mismos                               | Acompañaron a Jesús Santizo en su presentación              |
| Demphra                 | Cantante                                         | 5ª   |                                            | Acompaña a Japanese en su presentación                      |
| Leopoldo Mojica         | Humorista                                        | 6ª   | Pitbull                                    | Acompaña a Karen Peralta en su presentación                 |
| Emilio Regueira         | Integrante de Los Rabanes                        | 8ª   | Francesc Picas (Loco Mía)                  | Miembro del jurado                                          |
| Wyznick Ortega          | Locutora y Presentadora                          | 8ª   | Xavier Font (Loco Mía)                     | Miembro del jurado                                          |
| Paulette Thomas         | Actriz y cantante                                | 8ª   | Juan Antonio Fuentes (Loco Mía)            | Miembro del jurado                                          |
| Miguel Esteban González | Locutor de radio y televisión                    | 8ª   | Antonio Albella (Loco Mía)                 | Miembro del jurado                                          |
| Emilio Regueira         | Integrante de Los Rabanes                        | 10ª  | Ringo Starr (The Beatles)                  | Miembro del jurado                                          |
| Wyznick Ortega          | Locutora y presentadora                          | 10ª  | Paul McCartney (The Beatles                | Miembro del jurado                                          |
| Paulette Thomas         | Actriz y cantante                                | 10ª  | George Harrison (The Beatles)              | Miembro del jurado                                          |
| Miguel Esteban González | Locutor de radio y televisión                    | 10ª  | John Lennon (The Beatles)                  | Miembro del jurado                                          |
| Alisson Staff           | Exconcursante de Canta conmigo                   | 10ª  | Ilse Olivo (Flans)                         | Acompaña a Margarita Henríquez en su presentación           |
| Andrea Pérez            | Presentadora                                     | 10ª  | Mimí (Flans)                               | Acompaña a Margarita Henríquez en su presentación           |
| Pacho Bragin            | Exjurado de Vive la música                       | 10ª  | Maurice Gibb (Bee Gees)                    | Acompaña a Tania Hyman y Carlos Tovar en su presentación    |
| Cayata                  | Reportero                                        | 10ª  | Lucía Muñoz (Las Ketchup)                  | Acompaña a Jesús Santizo y Japanese en su presentación      |
| Ana María Estupiñán     | Actriz                                           | 10ª  |                                            | Invitada especial                                           |

## Tu cara me suena(2015)
Después del gran éxito de su 2.ª temporada, TCMS Panamá, tendrá otra temporada que estrenará el 25 de agosto de 2015. Un grupo de 8 estrellas famosas, imitarán a cantantes muy famosos. Ellos tendrán que pulsar el temible pulsador, una máquina que les escogerá al azar los famosos. En esta temporada, hay una nueva técnica, el concursante calificado por el público televidente con más 12 de la gala, se lleva 5 puntos para la tabla general.

### Concursantes
| Concursantes          | Ocupación                                                            | Galas ganador(a) | Galas perdedor(a) | Resultado final              |
| --------------------- | -------------------------------------------------------------------- | ---------------- | ----------------- | ---------------------------- |
| Lucho Pérez           | Presentador de TV, cantante y trovador                               | 4º, 9º           | 2º                | Ganador (39,83%)             |
| Ingrid De Ycaza       | Cantante, actriz, presentadora de TV, locutora de radio y empresaria | 1º, 6º           |                   | Segundo lugar (33,88%)       |
| Sócrates Lazo         | Humorista, actor y fotógrafo                                         | 5º               |                   | Tercer lugar (26,29%)        |
| Kiara Pérez           | Cantante de música típica e integrante del dúo musical Kenny y Kiara | 2º               |                   | 4.ª clasificada (375 puntos) |
| Ana Alejandra Carrizo | Actriz, videobloguera, locutora de radio y comediante                | 3º, 8º           | 1º, 4º            | 5.ª clasificada (351 puntos) |
| Malcolm Ramos         | Humorista y presentador de TV                                        | 7º               | 9º                | 6.º clasificado (318 puntos) |
| Bettina García        | Presentadora, actriz y locutora de radio                             |                  | 5º                | 7.ª clasificada (274 puntos) |
| Darwin Ureña          | Locutor                                                              |                  | 3º, 6º, 7º, 8º    | 8.º clasificado (246 puntos) |

### Posiciones semanales
| Concursante | Gala 1    | Gala 2   | Gala 3   | Gala 4    | Gala 5    | Gala 6   | Gala 7   | Gala 8   | Semifinal | Total         | Final         |
| ----------- | --------- | -------- | -------- | --------- | --------- | -------- | -------- | -------- | --------- | ------------- | ------------- |
| Lucho       | Cuarto    | Perdedor | Segundo  | Ganador   | Quinto    | Segundo  | Segundo  | Tercero  | Ganador   | Clasificado 1 | Ganador       |
| Ingrid      | Ganadora  | Tercera  | Tercera  | Segunda   | Segunda   | Ganadora | Sexta    | Segunda  | Sexta     | Clasificada 2 | Segundo lugar |
| Sócrates    | Tercero   | Segundo  | Cuarto   | Cuarto    | Ganador   | Cuarto   | Quinto   | Sexto    | Segundo   | Clasificado 3 | Tercer lugar  |
| Kiara       | Segunda   | Ganadora | Sexta    | Quinta    | Tercera   | Séptima  | Cuarta   | Cuarta   | Tercera   | Clasificada 4 |               |
| Ana         | Perdedora | Cuarta   | Ganadora | Perdedora | Perdedora | Tercera  | Tercera  | Ganadora | Cuarta    | Clasificada 5 |               |
| Malcolm     | Sexto     | Sexto    | Séptimo  | Tercero   | Cuarto    | Cuarto   | Ganador  | Séptimo  | Perdedor  | Clasificado 6 |               |
| Bettina     | Quinta    | Séptima  | Quinta   | Séptima   | Perdedora | Cuarta   | Séptima  | Quinta   | Séptima   | Clasificada 7 |               |
| Darwin      | Séptimo   | Quinto   | Perdedor | Sexto     | Sexto     | Perdedor | Perdedor | Perdedor | Quinto    | Clasificado 8 |               |

### Imitaciones
| Concursante | Gala 1        | Gala 2                | Gala 3                 | Gala 4           | Gala 5                   | Gala 6          | Gala 7                          | Gala 8                                | Semifinal             | Final             |
| ----------- | ------------- | --------------------- | ---------------------- | ---------------- | ------------------------ | --------------- | ------------------------------- | ------------------------------------- | --------------------- | ----------------- |
| Lucho       | Eddy Herrera  | Nicky Jam             | Ricardo Arjona         | Britney Spears   | Allan                    | Natalia Jiménez | Carlos Vives                    | Enrique Bunbury (Héroes del Silencio) | Juan Gabriel          | Isabel Pantoja    |
| Ingrid      | Ariana Grande | Raffaella Carrá       | Adam Levine (Maroon 5) | Sandra Sandoval  | Gabino Pampini           | Rocío Jurado    | Franco de Vita                  | Michael Jackson (The Jackson 5)       | Jon Bon Jovi          | Whitney Houston   |
| Sócrates    | Dyango        | José Feliciano        | Ninel Conde            | Aldo Ranks       | Lucho de Sedas           | Céline Dion     | Barrio Boyzz                    | Jorge Celedón                         | Roberto Carlos        | José Luis Perales |
| Kiara       | Kiara         | Alicia Keys           | Noel Schajris          | Marta Sánchez    | Josenid                  | Jennifer Lopez  | Ignacio Mendoza (Chino y Nacho) | Lourdes Robles                        | Rocío Dúrcal          | MDO               |
| Ana         | Olga Tañón    | Amy Lee (Evanescence) | Nicki Minaj            | Jerry Rivera     | Osvaldo Ayala            | Jenni Rivera    | Lance Bass (NSYNC)              | Celia Cruz                            | María Conchita Alonso | Beyoncé           |
| Malcolm     | Roy Orbison   | Miley Cyrus           | Tito el Bambino        | Chiquetete       | Ness y los Sensacionales | Iris Chacón     | Isabel Lascurain (Pandora)      | Byron Lee                             | Ritchie Valens        | Ana Gabriel       |
| Bettina     | Amaia Montero | Real Phantom          | Donna Summer           | Eddie Santiago   | Gaby                     | Katy Perry      | Pedro Machore (Match & Daddy)   | Milly Quezada                         | Meghan Trainor        | Beyoncé           |
| Darwin      | J Balvin      | Vicente Fernández     | Prince Royce           | Myriam Hernández | Makano                   | Thalía          | Marc Anthony                    | Mr. Saik                              | Nenito Vargas         | Vikki Carr        |

### Puntuaciones semanales
| Concursante | Gala 1    | Gala 2    | Gala 3    | Gala 4    | Gala 5    | Gala 6    | Gala 7    | Gala 8    | Semifinal | Total      | Final  |
| ----------- | --------- | --------- | --------- | --------- | --------- | --------- | --------- | --------- | --------- | ---------- | ------ |
| Lucho       | 36 puntos | 25 puntos | 52 puntos | 53 puntos | 36 puntos | 45 puntos | 55 puntos | 50 puntos | 70 puntos | 422 puntos | 39,83% |
| Ingrid      | 55 puntos | 41 puntos | 41 puntos | 45 puntos | 44 puntos | 58 puntos | 37 puntos | 54 puntos | 36 puntos | 411 puntos | 33,88% |
| Sócrates    | 43 puntos | 47 puntos | 40 puntos | 36 puntos | 50 puntos | 33 puntos | 42 puntos | 34 puntos | 62 puntos | 387 puntos | 26,29% |
| Kiara       | 46 puntos | 51 puntos | 24 puntos | 41 puntos | 38 puntos | 31 puntos | 45 puntos | 44 puntos | 55 puntos | 375 puntos |        |
| Ana         | 22 puntos | 33 puntos | 56 puntos | 17 puntos | 27 puntos | 35 puntos | 49 puntos | 70 puntos | 42 puntos | 351 puntos |        |
| Malcolm     | 31 puntos | 31 puntos | 20 puntos | 44 puntos | 37 puntos | 33 puntos | 70 puntos | 31 puntos | 21 puntos | 318 puntos |        |
| Bettina     | 32 puntos | 28 puntos | 39 puntos | 21 puntos | 27 puntos | 33 puntos | 27 puntos | 41 puntos | 26 puntos | 274 puntos |        |
| Darwin      | 24 puntos | 33 puntos | 17 puntos | 32 puntos | 30 puntos | 21 puntos | 25 puntos | 26 puntos | 38 puntos | 246 puntos |        |

     Ganador
     2º Finalista
     3º Finalista
     Perdedor de la noche
     Ganador de la noche
     Posiciones intermedias
     Clasificado a la final
     Eliminado

### Invitados
Esta es la lista de invitados que han visitado el programa durante esta temporada:
| Invitado                       | Gala | Famoso/a por....                                 | Imitación                         | Información                                                                                     |
| ------------------------------ | ---- | ------------------------------------------------ | --------------------------------- | ----------------------------------------------------------------------------------------------- |
| Emilio Regueira                | 1ª   | Integrante de los Rabanes                        | Pink (Moulin Rouge!)              | Miembro del jurado                                                                              |
| Wyznick Ortega                 | 1ª   | Locutora, presentadora y abogada                 | Lil' Kim (Moulin Rouge!)          | Presentador                                                                                     |
| Paulette Thomas                | 1ª   | Actriz y cantante                                | Mya (Moulin Rouge!)               | Miembro del jurado                                                                              |
| Miguel Esteban González        | 1ª   | Locutor de radio                                 | Christina Aguilera (Moulin Rouge! | Miembro del jurado                                                                              |
| Real Phantom                   | 2ª   | Reguesero, exintegrante de Comando Tiburón       | Él mismo                          | Acompaña a Bettina Romina García                                                                |
| Roberto Rivera                 | 2ª   | Comentarista de deportes                         | Román Torres                      | Para invitar a todos a ver el partido de la selección por los diferentes canales de transmisión |
| Japanese                       | 2ª   | Reguesero                                        | Él mismo                          | Invitado; para presentar su segmento dentro de la temporada                                     |
| Ubaldo Davis                   | 2ª   | Locutor, DJ y presentador                        |                                   | Invitado al segmento de Japanese                                                                |
| Nigga                          | 3ª   | Cantante                                         |                                   | Invitado al segmento de Japanese                                                                |
| Aldo Ranks                     | 4ª   | Cantante                                         | Él mismo                          | Acompaña a Sócrates Lazo                                                                        |
| Orman Innis                    | 4ª   | Locutor, productor de TV y comunicador social    |                                   | Invitado al segmento de Japanese                                                                |
| Allan                          | 5ª   | Excantante                                       |                                   | Acompaña a Lucho Pérez                                                                          |
| Makano                         | 5ª   | Cantante                                         | Él mismo                          | Acompaña a Darwin Ureña / Acompaña a Kiara Pérez                                                |
| Leopoldo Mojica                | 5ª   | Comediante, participante de la primera temporada | Él mismo                          | Invitado al segmento de Japanese                                                                |
| Andrés Poveda                  | 6ª   | Comediante                                       | Él mismo                          | Invitado al segmento de Japanese                                                                |
| Paulette Thomas                | 7ª   | Cantante, actriz                                 | Anahí (RBD)                       | Presentación                                                                                    |
| Emilio Regueira                | 7ª   | Integrante de los Rabanes                        | Christian Chávez (RBD)            | Presentación                                                                                    |
| Miguel Esteban González        | 7ª   | Locutor, DJ                                      | Alfonso Herrera (RBD)             | Presentación                                                                                    |
| Eddy Vásquez                   | 7ª   | Locutor, presentador                             | Christopher von Uckermann (RBD)   | Presentación                                                                                    |
| Jovana Michelle Quintero       | 7ª   | Presentadora                                     | Dulce María (RBD)                 | Presentación                                                                                    |
| Omar Alfanno                   | 7ª   | Cantautor de salsa y compositor                  |                                   | Jurado invitado                                                                                 |
| Chispín Regueira               | 7ª   | Integrante de Los Chispines                      | Gente de Zona                     | Acompaña a Darwin Ureña                                                                         |
| Spencer Regueira               | 7ª   | Integrante de los Chispines                      | Gente de Zona                     | Acompaña a Darwin Ureña                                                                         |
| Ryan Piedra "El Pollo"         | 7ª   | Conocido por A todo o nada                       | Barrio Boyzz                      | Acompaña a Sócrates Lazo                                                                        |
| Pedro González "El Pollo Aton" | 7ª   | Conocido por A todo o nada                       | Barrio Boyzz                      | Acompaña a Sócrates Lazo                                                                        |
| Ludwik Tapia                   | 7ª   | Locutor, presentador                             | NSYNC                             | Acompaña a Ana Alejandra Carrizo                                                                |
| Augusto Posso                  | 7ª   | Actor, comediante                                | NSYNC                             | Acompaña a Ana Alejandra Carrizo                                                                |
| Martín Machore                 | 7ª   | Cantante                                         | Él mismo                          | Acompaña a Bettina Romina García                                                                |
| Alejandra Oraa                 | 7ª   | Periodista y presentadora de TV                  |                                   | Invitada para un anuncio                                                                        |
| Kenny Pérez                    | 7ª   | Integrante del grupo Kenny y Kiara               | Chino Miranda (Chino y Nacho)     | Acompaña a su hermana Kiara Pérez                                                               |
| Darío Pitti                    | 7ª   | Acordeonista                                     | Daddy Yankee                      | Acompaña a Lucho Pérez                                                                          |
| Samuel Reyes                   | 7ª   | Amigo de Lucho                                   | Wisin                             | Acompaña a Lucho Pérez                                                                          |
| Nilena Zisopulos               | 7ª   | Cantante, exconcursante de Tu cara me suena      | Alejandra Guzmán                  | Acompaña a Ingrid De Ycaza                                                                      |
| Japanese                       | 7ª   | Reguesero, exconcursante de Tu cara me suena     | Mayte Lascurain (Pandora)         | Acompaña a Malcolm Ramos                                                                        |
| Leopoldo Mojica                | 7ª   | Comediante, exconcursante de Tu cara me suena    | Fernanda Meade (Pandora)          | Acompaña a Malcolm Ramos                                                                        |
| Erika Ender                    | 8ª   | Cantautora                                       |                                   | Miembro del jurado                                                                              |
| Mr. Saik                       | 8ª   | Reguesero                                        |                                   | Invitado especial                                                                               |
| Natalia Reyes                  | 9ª   | Actriz de Lady, la vendedora de rosas            |                                   | Miembro del jurado                                                                              |
| Miguel Esteban González        | 10ª  | DJ                                               | Agnetha Faltskog (ABBA            | Miembro del jurado                                                                              |
| Paulette Thomas                | 10ª  | Actriz, cantante                                 | Bjorn Ulvaeus (ABBA)              | Miembro del jurado                                                                              |
| Emilio Regueira                | 10ª  | Miembro de los rabanes                           | Anni-Frid Lyngstad (ABBA)         | Miembro del jurado                                                                              |
| Wyznick Ortega                 | 10ª  | Locutora, presentadora                           | Benny Andersson (ABBA)            | Miembro del jurado                                                                              |
| Marelissa Him                  | 10ª  | Presentadora                                     | MDO                               | Acompaña a Kiara Pérez en su presentación                                                       |
| Adriana Prieto                 | 10ª  | Reportera                                        | MDO                               | Acompaña a Kiara Pérez en su presentación                                                       |
| Miguel Oyola                   | 10ª  | Presentador, dj                                  | Beyoncé                           | Acompaña a Bettina García y Ana Alejandra Carrizo en su presentación                            |

## Tu cara me suena(2017)
- 13 de septiembre de 2017 - 16 de noviembre de 2017

Esta es la cuarta edición del programa que TVN va a poner en macha. Un grupo de 8 estrellas panameñas, imitarán a cantantes famosos. Ellos tendrán que pasar frente al temible pulsador, una máquina que les escogerá al azar los famosos que tendrán que interpretar.

### Concursantes
| Concursantes                   | Ocupación                      | Galas ganador(a) | Galas perdedor(a) | Resultado final              |
| ------------------------------ | ------------------------------ | ---------------- | ----------------- | ---------------------------- |
| José Manuel Arispe "ChollyKid" | Reportero de Suelta el wichi   | 1ª               |                   | Ganador (37.295%)            |
| Gaby Garrido                   | Actriz y presentadora de TV    | 2ª, 8ª           |                   | Segundo lugar (32.264%)      |
| Fabiola Sánchez                | Locutora comercial y actriz    | 5ª, 9ª           | 2ª                | Tercer lugar (30.441%)       |
| Manuel Araúz                   | Cantante y empresario          | 6ª               | 5ª                | 4.° clasificado (332 puntos) |
| Keriel Quiroz "K4G"            | Productor musical y humorista  | 4ª               |                   | 5.° clasificado (324 puntos) |
| Michael Vega                   | Humorista                      | 3ª               | 4ª                | 6.° clasificado (312 puntos) |
| Joseline Pinto                 | Participante de Esto es guerra | 7ª               | 1ª, 3ª, 8ª        | 7.ª clasificada (290 puntos) |
| Masha Armuelles                | Actriz y humorista             |                  | 6ª, 7ª, 9ª        | 8.ª clasificada (242 puntos) |

### Posiciones semanales
| Concursante | Gala 1    | Gala 2    | Gala 3    | Gala 4   | Gala 5   | Gala 6    | Gala 7    | Gala 8    | Semifinal | Total         | Final         |
| ----------- | --------- | --------- | --------- | -------- | -------- | --------- | --------- | --------- | --------- | ------------- | ------------- |
| Chollykid   | Ganador   | Tercero   | Quinto    | Quinto   | Segundo  | Quinto    | Segundo   | Tercero   | Segundo   | Clasificado 1 | Ganador       |
| Gaby        | Segunda   | Ganadora  | Tercera   | Cuarta   | Tercera  | Cuarta    | Quinta    | Ganadora  | Quinta    | Clasificada 2 | Segundo Lugar |
| Fabiola     | Cuarta    | Perdedora | Séptima   | Segunda  | Ganadora | Sexta     | Cuarta    | Segunda   | Ganadora  | Clasificada 3 | Tercer Lugar  |
| Manuel      | Quinto    | Séptimo   | Segundo   | Séptimo  | Perdedor | Ganador   | Tercero   | Cuarto    | Tercero   | Clasificado 4 |               |
| K4G         | Sexto     | Quinto    | Cuarto    | Ganador  | Sexto    | Tercero   | Séptimo   | Sexto     | Sexto     | Clasificado 5 |               |
| Michael     | Tercero   | Cuarto    | Ganador   | Perdedor | Cuarto   | Séptimo   | Sexto     | Quinto    | Cuarto    | Clasificado 6 |               |
| Joseline    | Perdedora | Segunda   | Perdedora | Sexta    | Séptima  | Segunda   | Ganadora  | Perdedora | Séptima   | Clasificada 7 |               |
| Masha       | Séptima   | Sexta     | Sexta     | Tercera  | Quinta   | Perdedora | Perdedora | Séptima   | Perdedora | Clasificada 8 |               |

### Imitaciones
| Concursante | Gala 1           | Gala 2                                                          | Gala 3                             | Gala 4           | Gala 5                 | Gala 6                     | Gala 7                                                   | Gala 8                 | Semifinal                                   | Final                          |
| ----------- | ---------------- | --------------------------------------------------------------- | ---------------------------------- | ---------------- | ---------------------- | -------------------------- | -------------------------------------------------------- | ---------------------- | ------------------------------------------- | ------------------------------ |
| Chollykid   | Michael Jackson  | Menudo                                                          | Enrique Iglesias                   | Ricardo Montaner | Taylor Swift           | Outkast                    | Thalía                                                   | Jason Derulo           | Freddie Mercury (Queen)                     | Selena                         |
| Gaby        | Madonna          | Britney Spears                                                  | Eminem                             | Katy Perry       | Jenni Rivera           | Demphra (Original y copia) | Tito Nieves                                              | Rocío Jurado           | Rick James                                  | Lumiere (La Bella y la Bestia) |
| Fabiola     | Rocío Dúrcal     | Nacho                                                           | Sandra Sandoval (Original y copia) | Sia              | Lupita D'Alessio       | Jose Jose                  | Amanda Miguel                                            | Raphael                | Andrea Bocelli y Marta Sánchez (Dos en uno) | Ana Torroja (Mecano)           |
| Manuel      | Miguel Gallardo  | Barry Gibb (Bee Gees)                                           | Shakira                            | El General       | Maluma                 | Édith Piaf                 | Céline Dion                                              | Adam Levine (Maroon 5) | La India                                    | Marc Anthony & Gente de Zona   |
| K4G         | George Michael   | Luis Fonsi & Daddy Yankee (Trae un amigo) con Johnny "BK" López | José Luis Perales                  | Rihanna          | Pilar Montenegro       | LMFAO                      | David Bisbal                                             | Michael Bolton         | Elvis Presley                               | Rob Pilatus (Milli Vanilli)    |
| Michael     | Wisin            | Elsa (Frozen)                                                   | Mr. Saik                           | Chayanne         | Pimpinela (Dos en uno) | Romeo Santos               | Justin Bieber                                            | Jencarlos Canela       | Irene Cara (Flashdance)                     | Loalwa Braz (Kaoma)            |
| Joseline    | Shania Twain     | María Isabel                                                    | Paloma San Basilio                 | Luis Miguel      | Abdiel Núñez           | Daniela Romo               | Beyoncé (Destiny's Child) (Trae un amigo) con Neka y Joy | Mariah Carey           | Christina Aguilera                          | Fab Morvan (Milli Vanilli)     |
| Masha       | Alejandra Guzmán | Lady Gaga                                                       | Dyango                             | Yasuri Yamileth  | Ednita Nazario         | Chocolate Latino           | Bob Marley                                               | Calle 13               | Salserín                                    | King África                    |

### Puntuaciones semanales
| Concursante | Gala 1    | Gala 2    | Gala 3    | Gala 4    | Gala 5    | Gala 6    | Gala 7    | Gala 8    | Semifinal | Total      | Final   |
| ----------- | --------- | --------- | --------- | --------- | --------- | --------- | --------- | --------- | --------- | ---------- | ------- |
| Chollykid   | 50 puntos | 43 puntos | 33 puntos | 30 puntos | 57 puntos | 27 puntos | 51 puntos | 47 puntos | 44 puntos | 382 puntos | 37.295% |
| Gaby        | 48 puntos | 51 puntos | 37 puntos | 32 puntos | 46 puntos | 32 puntos | 35 puntos | 49 puntos | 37 puntos | 367 puntos | 32.264% |
| Fabiola     | 34 puntos | 16 puntos | 26 puntos | 48 puntos | 58 puntos | 25 puntos | 39 puntos | 48 puntos | 58 puntos | 352 puntos | 30.441% |
| Manuel      | 34 puntos | 26 puntos | 51 puntos | 24 puntos | 18 puntos | 63 puntos | 42 puntos | 34 puntos | 40 puntos | 332 puntos |         |
| K4G         | 33 puntos | 27 puntos | 37 puntos | 73 puntos | 29 puntos | 43 puntos | 19 puntos | 30 puntos | 33 puntos | 324 puntos |         |
| Michael     | 39 puntos | 44 puntos | 52 puntos | 16 puntos | 30 puntos | 23 puntos | 34 puntos | 34 puntos | 40 puntos | 312 puntos |         |
| Joseline    | 21 puntos | 47 puntos | 21 puntos | 28 puntos | 21 puntos | 60 puntos | 52 puntos | 21 puntos | 19 puntos | 290 puntos |         |
| Masha       | 30 puntos | 35 puntos | 32 puntos | 38 puntos | 30 puntos | 16 puntos | 17 puntos | 26 puntos | 18 puntos | 242 puntos |         |

     Ganador
     2º Finalista
     3º Finalista
     Perdedor de la noche
     Ganador de la noche
     Posiciones intermedias
     Clasificado a la final
     Eliminado

## Tu cara me suena(2018)
- 29 de agosto de 2018 - 31 de octubre de 2018

Esta es la quinta edición del programa que TVN va a poner en macha. Un grupo de 8 estrellas panameñas, imitarán a cantantes famosos. Ellos tendrán que pasar frente al temible pulsador, una máquina que les escogerá al azar los famosos que tendrán que interpretar.

### Concursantes
| Concursantes        | Ocupación                                 | Galas ganador(a) | Galas perdedor(a) | Resultado final              |
| ------------------- | ----------------------------------------- | ---------------- | ----------------- | ---------------------------- |
| Oriel Ospina        | Cantante/Exparticipante de Canta conmigo  | 3ª, 7ª y 9ª      |                   | Ganador (36.6%)              |
| Abraham Pino        | Instagramer                               | 2ª y 4ª          | 7ª                | Segundo lugar (33.3%)        |
| Marie Claire Marine | Cantante/Exparticipante de Vive la música | 1ª y 6ª          | 2ª                | Tercer lugar (30.1%)         |
| Ana Sibauste        | Cantante y presentadora                   |                  | 5ª                | 4.ª clasificada (334 puntos) |
| Diana Monster       | Youtuber                                  | 8ª               |                   | 5.ª clasificada (323 puntos) |
| Liza Hernández      | Exmodelo y celebrity                      | 5ª               | 2ª                | 6.ª clasificada (293 puntos) |
| Julio Shebelut      | Periodista deportivo                      |                  | 3ª, 4ª y 8ª       | 7.º clasificado (257 puntos) |
| Domil Leira         | Presentador                               |                  | 1ª, 4ª, 6ª y 9ª   | 8.º clasificado (252 puntos) |

### Posiciones semanales
| Concursante  | Gala 1   | Gala 2    | Gala 3   | Gala 4   | Gala 5    | Gala 6   | Gala 7   | Gala 8   | Semifinal | Total         | Final         |
| ------------ | -------- | --------- | -------- | -------- | --------- | -------- | -------- | -------- | --------- | ------------- | ------------- |
| Oriel        | Segundo  | Cuarto    | Ganador  | Cuarto   | Tercero   | Segundo  | Ganador  | Cuarto   | Ganador   | Clasificado 1 | Ganador       |
| Abraham      | Séptimo  | Ganador   | Séptimo  | Ganador  | Segundo   | Tercero  | Perdedor | Segundo  | Tercero   | Clasificado 3 | Segundo Lugar |
| Marie Claire | Ganadora | Perdedora | Sexta    | Segunda  | Cuarta    | Ganadora | Segunda  | Tercera  | Sexta     | Clasificada 2 | Tercer Lugar  |
| Ana          | Quinta   | Segunda   | Cuarta   | Tercera  | Perdedora | Cuarta   | Quinta   | Quinta   | Segunda   | Clasificada 4 |               |
| Diana        | Sexta    | Sexta     | Quinta   | Sexta    | Séptima   | Quinta   | Séptima  | Ganadora | Cuarta    | Clasificada 5 |               |
| Liza         | Tercera  | Perdedora | Tercera  | Quinta   | Ganadora  | Séptima  | Sexta    | Sexta    | Quinta    | Clasificada 6 |               |
| Julio        | Cuarto   | Tercero   | Perdedor | Perdedor | Sexto     | Sexto    | Tercero  | Perdedor | Séptimo   | Clasificado 7 |               |
| Domil        | Perdedor | Quinto    | Segundo  | Perdedor | Quinto    | Perdedor | Cuarto   | Séptimo  | Perdedor  | Clasificado 8 |               |

### Imitaciones
| Concursante  | Gala 1                   | Gala 2                                              | Gala 3                                                                   | Gala 4                                | Gala 5                                           | Gala 6                                        | Gala 7                                                                                | Gala 8                                             | Semifinal        | Final                            |
| ------------ | ------------------------ | --------------------------------------------------- | ------------------------------------------------------------------------ | ------------------------------------- | ------------------------------------------------ | --------------------------------------------- | ------------------------------------------------------------------------------------- | -------------------------------------------------- | ---------------- | -------------------------------- |
| Oriel        | Danny Rivera             | Ozuna & Natti Natasha (Trae un amigo) con Anarkelys | Isabel Pantoja                                                           | Carlos Vives                          | Moana                                            | Dorindo Cárdenas                              | Ben E. King                                                                           | Celia Cruz                                         | Amanda Miguel    | Lola Beltrán                     |
| Abraham      | Roberto Carlos           | Michael Jackson                                     | David Bisbal                                                             | Sandra Sandoval                       | Luis Miguel                                      | Madonna                                       | El Chombo                                                                             | El General                                         | Alejandra Guzmán | Raphael                          |
| Marie Claire | Natalia Jiménez          | Adele                                               | J Balvin                                                                 | Luis Fonsi & Demi Lovato (Dos en Uno) | Aretha Franklin                                  | Willie Colón                                  | Jessie J, Ariana Grande & Nicki Minaj (Trae un Amigo) con Mónica Nieto & Alexa Chacón | James Brown                                        | Rihanna          | Oscar D'León                     |
| Ana          | Amaya Uranga (Mocedades) | Dolores O'Riordan (The Cranberries)                 | Patricia Teherán                                                         | Amy Winehouse                         | Joey Montana                                     | Camila Cabello                                | Dua Lipa                                                                              | Álvaro Torres & Selena (Trae un Amigo) con Robinho | Valeria Lynch    | Elton John                       |
| Diana        | Britney Spears           | The Pointer Sisters                                 | Ivy Queen                                                                | Kafu Banton                           | Thalía & Maluma (Trae un Amigo) con Manuel Araúz | Natusha                                       | Sebastián Yatra                                                                       | P!nk                                               | 4 Non Blondes    | Miguel Rivera de Coco (película) |
| Liza         | Beyoncé                  | Fanny Lu                                            | Nancy Sinatra                                                            | Prince                                | María Payano                                     | Paulina Rubio                                 | Rocío Dúrcal                                                                          | Bad Bunny                                          | Shakira          | Karol G                          |
| Julio        | Tarkan                   | Jennifer López                                      | John Travolta & Olivia Newton John (Trae un amigo) con Ana Lorena Cortés | Frank Sinatra                         | Jorge Gómez de la orquesta de Wilfrido Vargas    | Nelson Ned                                    | Kiara                                                                                 | Joe Arroyo                                         | Jorge Celedón    | RuPaul                           |
| Domil        | Ricky Martin             | Daddy Yankee                                        | Becky G                                                                  | Lucho de Sedas                        | CNCO                                             | Nicky Jam & Silvestre Dangond (Trae un Amigo) | Camilo Sesto                                                                          | Los Rabanes                                        | Kenny Man        | Héctor Rivera de Coco (película) |

### Puntuaciones semanales
| Concursante  | Gala 1    | Gala 2    | Gala 3    | Gala 4    | Gala 5    | Gala 6    | Gala 7    | Gala 8    | Semifinal | Total      | Final |
| ------------ | --------- | --------- | --------- | --------- | --------- | --------- | --------- | --------- | --------- | ---------- | ----- |
| Oriel        | 47 puntos | 37 puntos | 53 puntos | 32 puntos | 45 puntos | 64 puntos | 55 puntos | 30 puntos | 58 puntos | 421 puntos | 36.6% |
| Abraham      | 28 puntos | 63 puntos | 28 puntos | 58 puntos | 46 puntos | 46 puntos | 21 puntos | 45 puntos | 45 puntos | 380 puntos | 33.3% |
| Marie Claire | 61 puntos | 22 puntos | 30 puntos | 55 puntos | 38 puntos | 75 puntos | 54 puntos | 40 puntos | 28 puntos | 403 puntos | 30.1% |
| Ana          | 29 puntos | 51 puntos | 38 puntos | 40 puntos | 20 puntos | 40 puntos | 31 puntos | 29 puntos | 56 puntos | 334 puntos |       |
| Diana        | 29 puntos | 26 puntos | 34 puntos | 28 puntos | 26 puntos | 39 puntos | 26 puntos | 83 puntos | 32 puntos | 323 puntos |       |
| Liza         | 36 puntos | 22 puntos | 38 puntos | 30 puntos | 56 puntos | 28 puntos | 29 puntos | 25 puntos | 29 puntos | 293 puntos |       |
| Julio        | 33 puntos | 38 puntos | 26 puntos | 23 puntos | 26 puntos | 31 puntos | 40 puntos | 16 puntos | 24 puntos | 257 puntos |       |
| Domil        | 26 puntos | 30 puntos | 42 puntos | 23 puntos | 32 puntos | 27 puntos | 34 puntos | 21 puntos | 17 puntos | 252 puntos |       |

     Ganador
     2º Finalista
     3º Finalista
     Perdedor de la noche
     Ganador de la noche
     Posiciones intermedias
     Clasificado a la final
     Eliminado

## Tu cara me suena(2019)
- 4 de septiembre de 2019 -  6 de noviembre de 2019

Esta es la sexta edición del programa que TVN va a poner en macha. Un grupo de 8 estrellas panameñas, imitarán a cantantes famosos. Ellos tendrán que pasar frente al temible pulsador, una máquina que les escogerá al azar los famosos que tendrán que interpretar.

### Concursantes
| Concursantes     | Ocupación                                          | Galas ganador(a) | Galas perdedor(a) | Resultado final              |
| ---------------- | -------------------------------------------------- | ---------------- | ----------------- | ---------------------------- |
| Sra. Dezdy       | Personaje humorístico                              | 2ª               | 4ª                | Ganadora (34,0%)             |
| Ludwik Tapia     | Actor, presentador de TV y Locutor                 | 4ª y 9ª          |                   | Segundo Lugar (33,7%)        |
| Dania María      | Cantante y acordeonista Los Distinguidos           | 1ª y 6ª          | 5ª                | Tercer Lugar (32,3%)         |
| Marelissa Him    | Presentadora de TV, modelo y corredora profesional | 5ª               |                   | 4.ª Clasificada (357 puntos) |
| Diana Villamonte | Cantante                                           | 3ª y 8ª          | 2ª y 7ª           | 5.ª Clasificada (344 puntos) |
| Joshua Blake     | Comediante y actor                                 | 7ª               | 6ª                | 6.° Clasificado (339 puntos) |
| Carlos Otero     | Presentador de TV y periodista de deportes         |                  | 3ª                | 7.° Clasificado (290 puntos) |
| Pablo Brunstein  | Actor, modelo y presentador de TV                  |                  | 1ª, 8ª y 9ª       | 8.° Clasificado (259 puntos) |

### Posiciones semanales
| Concursante | Gala 1   | Gala 2    | Gala 3   | Gala 4    | Gala 5    | Gala 6   | Gala 7    | Gala 8   | Semifinal | Total         | Final         |
| ----------- | -------- | --------- | -------- | --------- | --------- | -------- | --------- | -------- | --------- | ------------- | ------------- |
| Dezdy       | Quinta   | Ganadora  | Segunda  | Perdedora | Quinta    | Tercera  | Segunda   | Segunda  | Segunda   | Clasificada 2 | Ganadora      |
| Ludwik      | Sexto    | Tercero   | Quinto   | Ganador   | Cuarto    | Sexto    | Tercero   | Cuarto   | Ganador   | Clasificado 1 | Segundo Lugar |
| Dania       | Ganadora | Cuarta    | Cuarta   | Tercera   | Perdedora | Ganadora | Sexta     | Tercera  | Cuarta    | Clasificada 3 | Tercer Lugar  |
| Marelissa   | Séptima  | Segunda   | Sexta    | Segunda   | Ganadora  | Séptima  | Quinta    | Quinta   | Tercera   | Clasificada 4 |               |
| Diana       | Tercera  | Perdedora | Ganadora | Séptima   | Segunda   | Segunda  | Perdedora | Ganadora | Sexta     | Clasificada 5 |               |
| Joshua      | Segundo  | Quinto    | Tercero  | Quinto    | Tercero   | Perdedor | Ganador   | Sexto    | Séptimo   | Clasificado 6 |               |
| Carlos      | Cuarto   | Séptimo   | Perdedor | Cuarto    | Sexto     | Quinto   | Séptimo   | Séptimo  | Quinto    | Casificado 7  |               |
| Pablo       | Perdedor | Sexto     | Séptimo  | Sexto     | Séptimo   | Cuarto   | Cuarto    | Perdedor | Perdedor  | Clasificado 8 |               |

### Imitaciones
| Concursante     | Gala 1          | Gala 2                                  | Gala 3                                     | Gala 4                                      | Gala 5                                    | Gala 6                                                   | Gala 7        | Gala 8                     | Semifinal          | Final           |
| Clasificados    | Clasificados    | Clasificados                            | Clasificados                               | Clasificados                                | Clasificados                              | Clasificados                                             | Clasificados  | Clasificados               | Clasificados       | Clasificados    |
| --------------- | --------------- | --------------------------------------- | ------------------------------------------ | ------------------------------------------- | ----------------------------------------- | -------------------------------------------------------- | ------------- | -------------------------- | ------------------ | --------------- |
| Dezdy           | Isabel Pantoja  | La Lupe                                 | Britney Spears                             | Ed Sheeran & Andrea Bocelli (Trae un amigo) | Paulina Rubio                             | Spice Girls (Trae un amigo)                              | Kafu Banton   | Alejandra Guzmán           | Amy Winehouse      | Jennifer Lopez  |
| Ludwik          | Romeo Santos    | Stevie Wonder                           | Bad Bunny                                  | Raffaella Carrà                             | Michael Jackson                           | Lionel Richie & Diana Ross (Trae un amigo)               | Camilo Sesto  | Carmen Miranda             | Mark Anthony       | Gloria Trevi    |
| Dania           | Kesha           | Ulpiano Vergara (Original y Copia)      | Lady Gaga & Bradley Cooper (Trae un Amigo) | Wendy Sulca                                 | El Boza                                   | Christina Aguilera & Alejandro Fernandez (Trae un amigo) | La India      | Rihanna                    | Paloma San Basilio | P!nk            |
| Marelissa       | Karol G         | Ariana Grande                           | Farruko & Pedro Capó (Trae un Amigo)       | Mr. Saik                                    | Katy Perry                                | J Balvin & Anita (Trae un amigo)                         | Miriam Makeba | Adele                      | Ana Gabriel        | Freddie Mercury |
| No Clasificados |                 |                                         |                                            |                                             |                                           |                                                          |               |                            |                    |                 |
| Diana           | Beyoncé         | Anyuri                                  | Ednita Nazario                             | Ozuna                                       | Natalie Cole & Nat King Cole (Dos en Uno) | Miley Cyrus & David Bisbal (Trae un amigo)               | Chayanne      | Tina Turner                | Celia Cruz         | Amanda Miguel   |
| Joshua          | Bruno Mars      | Sech                                    | Emmanuel                                   | Chuck Berry                                 | Rosalía                                   | Akim & Eddy Lover (Trae un amigo)                        | Guaynaa       | The Fugees (Trae un amigo) | Van Halen          | Usher           |
| Carlos          | El Puma         | Daddy Yankee                            | Daniela Romo                               | Right Said Fred                             | Juan Gabriel                              | Locomía (Trae un amigo)                                  | Madonna       | Joe Arroyo                 | Juan Luis Guerra   | The Beatles     |
| Pablo           | Robbie Williams | Becky G & Natti Natasha (Trae un amigo) | Anuel AA                                   | Village People (Trae un amigo)              | Los Embajadores Vallenatos                | Carlos Baute & Marta Sánchez (Trae un amigo)             | Ricky Martin  | Nino Bravo                 | Eros Ramazzotti    | Coti            |

### Puntuaciones semanales
| Concursante | Gala 1    | Gala 2    | Gala 3    | Gala 4    | Gala 5    | Gala 6    | Gala 7    | Gala 8    | Semifinal | Total      | Final |
| ----------- | --------- | --------- | --------- | --------- | --------- | --------- | --------- | --------- | --------- | ---------- | ----- |
| Dezdy       | 34 puntos | 50 puntos | 42 puntos | 19 puntos | 34 puntos | 37 puntos | 46 puntos | 50 puntos | 56 puntos | 368 puntos | 34,0% |
| Ludwik      | 32 puntos | 43 puntos | 33 puntos | 68 puntos | 41 puntos | 30 puntos | 42 puntos | 44 puntos | 68 puntos | 401 puntos | 33,7% |
| Dania       | 53 puntos | 36 puntos | 39 puntos | 43 puntos | 17 puntos | 56 puntos | 29 puntos | 45 puntos | 47 puntos | 365 puntos | 32,3% |
| Marelissa   | 30 puntos | 44 puntos | 32 puntos | 48 puntos | 50 puntos | 27 puntos | 36 puntos | 42 puntos | 48 puntos | 357 puntos |       |
| Diana       | 38 puntos | 27 puntos | 50 puntos | 22 puntos | 47 puntos | 46 puntos | 16 puntos | 66 puntos | 32 puntos | 344 puntos |       |
| Joshua      | 44 puntos | 30 puntos | 42 puntos | 30 puntos | 47 puntos | 21 puntos | 54 puntos | 40 puntos | 31 puntos | 339 puntos |       |
| Carlos      | 37 puntos | 29 puntos | 21 puntos | 30 puntos | 29 puntos | 36 puntos | 27 puntos | 38 puntos | 43 puntos | 290 puntos |       |
| Pablo       | 21 puntos | 30 puntos | 30 puntos | 29 puntos | 24 puntos | 36 puntos | 39 puntos | 25 puntos | 25 puntos | 259 puntos |       |

     Ganador
     2º Finalista
     3º Finalista
     Perdedor de la noche
     Ganador de la noche
     Posiciones intermedias
     Clasificado a la final
     Eliminado

## Tu cara me suena(2025)
- 20 de agosto de 2025 -  octubre de 2025

Esta es la séptima edición del programa del mega proyecto que paralizó a Panamá y regresa con más fuerza. Un grupo de 8 estrellas panameñas, imitarán a cantantes famosos. Ellos tendrán que pasar frente al temible pulsador, una máquina que les escogerá al azar los famosos que tendrán que interpretar.

### Concursantes
| Concursantes               | Ocupación                                                      | Galas ganador(a) | Galas perdedor(a) | Resultado final |
| -------------------------- | -------------------------------------------------------------- | ---------------- | ----------------- | --------------- |
| Franklyn Robinson          | Periodista de Prensa Rosa y expresentador de "Suelta el Wichi" |                  |                   |                 |
| Gabo Novoa                 | Comunicador, presentador e influencer panameño                 |                  |                   |                 |
| Judy Meana                 | Periodista y política panameña, Exgobernadora de la República  |                  |                   |                 |
| Kabliz                     | Artista urbano emergente                                       |                  |                   |                 |
| La Ministra (Kenny Dancer) | Humorista de profesión, corrupta de vocación                   |                  |                   |                 |
| Marigaby Sealy             | Actriz, Bailarina y Modelo                                     |                  |                   |                 |
| Robin Durán                | Presentador de programa matutino Jelou, Hijo de Roberto Durán  |                  |                   |                 |
| Valeria Retally            | Empresaria, Influencia y Tiktorer. Panama's Bride              |                  |                   |                 |

### Posiciones semanales
| Concursante | Gala 1 | Gala 2 | Gala 3 | Gala 4 | Gala 5 | Gala 6 | Gala 7 | Gala 8 | Semifinal | Total | Final |
| ----------- | ------ | ------ | ------ | ------ | ------ | ------ | ------ | ------ | --------- | ----- | ----- |
| Franklyn    |        |        |        |        |        |        |        |        |           |       |       |
| Gabo        |        |        |        |        |        |        |        |        |           |       |       |
| Judy        |        |        |        |        |        |        |        |        |           |       |       |
| Kabliz      |        |        |        |        |        |        |        |        |           |       |       |
| La Ministra |        |        |        |        |        |        |        |        |           |       |       |
| Marigaby    |        |        |        |        |        |        |        |        |           |       |       |
| Robin       |        |        |        |        |        |        |        |        |           |       |       |
| Valeria     |        |        |        |        |        |        |        |        |           |       |       |

### Imitaciones
| Concursante | Gala 1 | Gala 2 | Gala 3 | Gala 4 | Gala 5 | Gala 6 | Gala 7 | Gala 8 | Semifinal | Final |
| ----------- | ------ | ------ | ------ | ------ | ------ | ------ | ------ | ------ | --------- | ----- |
| Franklyn    |        |        |        |        |        |        |        |        |           |       |
| Gabo        |        |        |        |        |        |        |        |        |           |       |
| Judy        |        |        |        |        |        |        |        |        |           |       |
| Kabliz      |        |        |        |        |        |        |        |        |           |       |
| La Ministra |        |        |        |        |        |        |        |        |           |       |
| Marigaby    |        |        |        |        |        |        |        |        |           |       |
| Robin       |        |        |        |        |        |        |        |        |           |       |
| Valeria     |        |        |        |        |        |        |        |        |           |       |

### Puntuaciones semanales
| Concursante | Gala 1 | Gala 2 | Gala 3 | Gala 4 | Gala 5 | Gala 6 | Gala 7 | Gala 8 | Semifinal | Total | Final |
| ----------- | ------ | ------ | ------ | ------ | ------ | ------ | ------ | ------ | --------- | ----- | ----- |
| Franklyn    |        |        |        |        |        |        |        |        |           |       |       |
| Gabo        |        |        |        |        |        |        |        |        |           |       |       |
| Judy        |        |        |        |        |        |        |        |        |           |       |       |
| Kabliz      |        |        |        |        |        |        |        |        |           |       |       |
| La Ministra |        |        |        |        |        |        |        |        |           |       |       |
| Marigaby    |        |        |        |        |        |        |        |        |           |       |       |
| Robin       |        |        |        |        |        |        |        |        |           |       |       |
| Valeria     |        |        |        |        |        |        |        |        |           |       |       |

     Ganador
     2º Finalista
     3º Finalista
     Perdedor de la noche
     Ganador de la noche
     Posiciones intermedias
     Clasificado a la final
     Eliminado

## Ediciones deTu cara me suena
| Edición                           | Fecha | Ganador                        | Subcampeón         | Tercero             | Cuarto              |
| --------------------------------- | ----- | ------------------------------ | ------------------ | ------------------- | ------------------- |
| Tu cara me suena: Primera edición | 2013  | Nigga                          | Miguel Oyola       | Angie Cabrera       | Lorena Toledano     |
| Tu cara me suena: Segunda edición | 2014  | Karen Peralta                  | Alejandro Lagrotta | Nilena Zisopulos    | Margarita Henríquez |
| Tu cara me suena: Tercera edición | 2015  | Lucho Pérez                    | Ingrid de Ycaza    | Sócrates Lazo       | Kiara Pérez         |
| Tu cara me suena: Cuarta edición  | 2017  | José Manuel Arispe (Chollykid) | Gaby Garrido       | Fabiola Sánchez     | Manuel Araúz        |
| Tu cara me suena: Quinta edición  | 2018  | Oriel Ospina                   | Abraham Pino       | Marie Claire Marine | Ana Sibauste        |
| Tu cara me suena: Sexta edición   | 2019  | Sra. Dezdy                     | Ludwik Tapia       | Dania María Vergara | Marelissa Him       |
| Tu cara me suena: Séptima edición | 2025  | Bandera de Panamá              | Bandera de Panamá  | Bandera de Panamá   | Bandera de Panamá   |